# Інгалінське сільське поселення
Інгалі́нське сільське поселення (рос. Ингалинское сельское поселение) — муніципальне утворення у складі Упоровського району Тюменської області, Росія.
Адміністративний центр — село Інгалінське.

## Населення
Населення — 900 осіб (2020; 966 у 2018, 969 у 2010, 1019 у 2002).

## Склад
До складу поселення входять такі населені пункти:
| Населений пункт   | Населення, осіб (2002) | Населення, осіб (2010) |
| ----------------- | ---------------------- | ---------------------- |
| Інгалінське, село | 621                    | 609                    |
| Ликово, присілок  | 193                    | 194                    |
| Ніфаки, присілок  | 205                    | 166                    |